# Luftsperrgebiet
Ein Luftsperrgebiet (engl. prohibited area) ist ein festgelegter Luftraum über dem Hoheitsgebiet eines Staates, in dem Flüge von Luftfahrzeugen verboten sind.
Lufträume, in denen Flüge lediglich zeitweilig oder dauerhaft bestimmten Beschränkungen unterliegen, werden dagegen als Flugbeschränkungsgebiete bezeichnet. Ferner gibt es Gefahrengebiete, in denen vor besonderen Gefahren für den Luftverkehr gewarnt wird, der Durchflug jedoch nicht beschränkt ist.

## Grundlagen

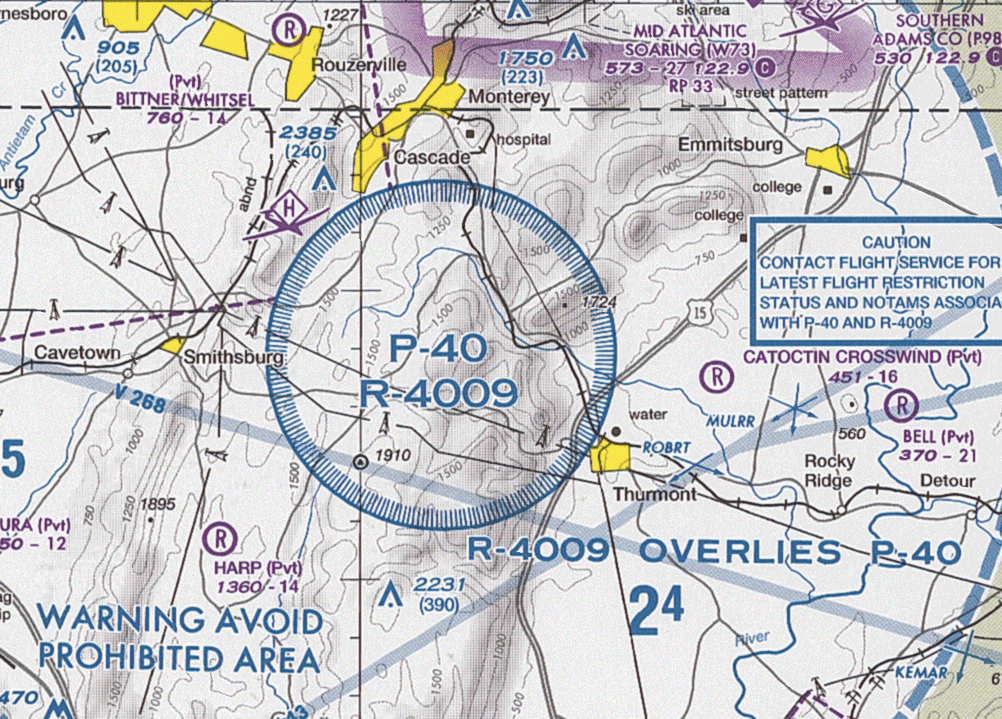
Das Luftsperrgebiet P-40 über Camp David auf einer amerikanischen Luftfahrtkarte

Luftsperrgebiete besitzen definierte vertikale und horizontale Ausmaße. Sie können durchgängig oder nur an bestimmten Tagen und zu festgelegten Uhrzeiten oder auch nur nach vorheriger Ankündigung per NOTAM aktiv sein. Die vertikale Ausdehnung kann ebenfalls im Einzelfall per NOTAM variiert werden. Luftsperrgebiete sind im Luftfahrthandbuch veröffentlicht und werden auf Luftfahrtkarten (insbesondere ICAO-Karten) grafisch dargestellt. Gekennzeichnet werden diese Gebiete durch den ICAO-Ländercode und dem Buchstaben „P“ (für engl. prohibited) sowie einer Ordnungszahl. Beispielsweise steht LI-P243 für das italienische Luftsperrgebiet Roma (Città del Vaticano).

## Situation in Deutschland
Das deutsche Luftverkehrsgesetz ermöglicht Luftsperrgebiete. Das Einfliegen in ein Luftsperrgebiet wird in Deutschland mit einer Geldstrafe oder Freiheitsstrafe bis zwei Jahren geahndet.